# 吉川精一
吉川 精一（よしかわ せいいち、1941年〈昭和16年〉1月30日 - ）は、日本の演歌歌手、フリーアナウンサー、司会者、エッセイスト。元NHKアナウンサー。
現在の東京都大田区出身。クオレ・ア・ドマーニ所属。

## 来歴・人物
3歳の時に現在の神奈川県大和市に移住する。
渋谷小学校北分校、渋谷町立渋谷中学校、神奈川県立湘南高等学校を経て早稲田大学第一文学部を卒業。近藤紘一（サンケイ新聞編集委員）は、高校・大学時代を通じての友人で、大学4年の夏休み一緒に、ラ・ムール（愛）とラ・モール（死）の物語、8ミリ映画「さすらい」を撮るが結局未完に終わった。また近藤の著書（『パリへ行った妻と娘』など）に解説を寄稿し、自著『月曜日のカーネーション』では、その死についても触れている。
1963年（昭和38年）4月、NHKにアナウンサーとして入局。当初の志望は演出部であり、アナウンサーとしては高音であるために当初は苦労したが、数々の人気番組を担当、看板アナウンサーの一人として活躍した。
1998年（平成10年）1月、エグゼクティブアナウンサーの職をもってNHKを定年退職。以降はフリーアナウンサーとして活動し、同年には、高音を活かした楽曲『淑子は何処に』で少年時代からの夢でもあった演歌歌手デビューを果たした。各地で講演も行い、国立劇場で開かれた東日本大震災一周年の政府主催追悼式では進行役を務めた。ほかに財団法人大和市余暇活動推進公社理事長（2001年）、神奈川大和阿波おどり振興協会会長（在任：2006年 - 2012年）なども歴任した。

## 作品

### シングル
- 『淑子は何処に』（1998年）
- 『お父さんの背中』（2000年）
- 『逢いたや津軽』（2003年）
- 『江ノ島セレナーデ』（2006年）
- 『ヨコハマッ恋物語』（2007年） - デュエット：藤森美伃

## 出演番組

### テレビ
- ひるのプレゼント（1982年 - 1986年）
- 連想ゲーム（1984年 - 1987年）
- NHKのど自慢（1987年 - 1993年） - 司会
- NHK紅白歌合戦（1986年・1987年） - 総合司会
- この人○○ショー
- 現役くらぶ 人生これから（1994年 - 1995年）
- 達人たちの玉手箱（1996年）

### ラジオ
- 芸能ダイヤル
- NHK紅白歌合戦（1985年） - ラジオ実況
- サンデージョッキー
- ひるの散歩道
- ふれあいラジオパーティ「わたしの歌日記」（1992年）
- エンジョイ音楽館（NHKワールド・ラジオ日本）
- （都市名）からこんにちは（NHKワールド・ラジオ日本、海外向け） - 司会
- 吉川精一のマンデー・ヒーリング・ハイウェイ（1999年、ニッポン放送）
- 歌謡スポットライト（2007年、NHK-FM）
- わたしの歌日記

## 著書
- 『月曜日のカーネーション』海竜社、1987年8月。ISBN 978-4759301885。
- 『言葉さばきの優等生』講談社、1989年1月。ISBN 978-4062039765。
- 『わたし、感謝人』中央出版社、1989年6月。ISBN 978-4805697085。
- 『ピコレがくれた宝物』マガジンハウス、1993年10月。ISBN 978-4838704866。
- 『言葉づき合いの上手い人下手な人』海竜社、1994年12月。ISBN 978-4759304091。
- 『定年座まわり舞台』読売新聞社、1998年11月。ISBN 978-4643981247。
- 『哀しみは日本人 演歌民族論』音楽之友社、1998年12月。ISBN 978-4276212909。
- 『披露宴の司会・進行―秘訣と実例（学研実用ナビブックス）』学研プラス、2003年4月。ISBN 978-4054018419。